# Guillem de Copons
Guillem de Copons (* im 14. Jahrhundert; † im 15. Jahrhundert) war ein Schriftsteller und ein Diplomat. Möglicherweise war er valencianischer Herkunft. Er machte einige Übersetzungen ins Katalanische von einigen wichtigen Werken des alten Griechenlands, des alten Roms und des europäischen Mittelalters.
Er war Stallknecht der Könige Peter IV. und Johann I. Sie beauftragten ihn mit einigen literarischen Aufgaben. Er hatte auch Beziehungen mit dem Herrenmeister des Johanniterordens Juan Fernández de Heredia. 1383 hatte er dem König Johann I. im Auftrag vom Herzog von Berry eine französische Version von der De Civitate Dei von Augustinus mitgebracht. Er war wieder zum Besuch dieses Herzogs vom König geschickt, um eine Kopie des Manuscripts der französischen Version von Ab urbe condita von Titus Livius zu erreichen. Die katalanischen aus diese französischen Versionen dann gemachte Übersetzungen sind auf ihn zurückgeführt worden. 1396 sendete die Königin Violante von Bar ihn als Botschafter zum päpstlichen Hof in Avignon und auch zu einigen französischen Edelmännern, um über die Drohungen einer Invasion Kataloniens vom Herzog von Armagnac zu erforschen. Das war aber vergebens, da der König Johann I. starb. 1418 widmete er dem valencianischen Gönner Pere d’Artés seine katalanische Version vom Schatz von Brunetto Latini. Dieses Werk wurde auf Französisch geschrieben und inkludierte auch die Ethik von Aristoteles. Obwohl diese Version nicht direkt war, war sie dann die erste katalanische Version dieses klassischen Schriftstellers.